# Wittich Pál
Wittich Pál (Paul; Német-Diószeg, 1877. november 22. – Pozsony, 1957. május 13.) csehszlovákiai német szociáldemokrata politikus, nemzetgyűlési képviselő.

## Élete
"Gemütlich" diószegi evangélikus sváb családból származott. Wittich János molnár és Allgeyer Anna fia.
Lakatos végzettséget szerzett. 1897-1901 között Németországban lakatossegédként dolgozott és tanult.
Hazatérve a pozsonyi szociáldemokrácia meghatározó alakja lett. 1906-ban Sopronbánfalván a brennbergbányai bányászok előtt szónokolt. 1909-ben már a helyi pártelnök volt. Betegsegélyző takarékpénztár hivatalnoka lett. 1914. januárjában rövid időre Kalmár Henrikkel együtt letartóztatták.
A pozsonyi Néptanács elnökségének tagjaként aláírta azt a kérést a magyar kormány felé, hogy Pozsony céltalan ellenállását megakadályozzák. Ezután a várost valóban kiürítették. A csehszlovák államfordulat idején a pozsonyi szociáldemokrata klub elnöke volt. Kumlik Tódor lemondása után Pozsony népbiztosa lett. 1919. február 3-án internálták. Február 5-én este Riccardo Barreca ezredes városparancsnok parancsára szabadon engedték. Az általa vezetett munkástanács 11 pontból álló követeléseket fogalmazott meg, amire nem érkezett semmiféle válasz. Általános sztrájkot hirdettek február 12-ére, amelyen a többezres demonstráló tömegbe a cseh legionáriusok belelőttek és gépfegyverrel is tüzeltek a demonstrálókra. A vérengzésnek legalább 8 halálos áldozata volt. Március 25-én kihirdetett statárium után Illavára internálták.
1920-ban a német–magyar szociáldemokrácia nemzetgyűlési képviselője lett, de hamarosan a marxisták hatására félreállították a pártvezetésből. A Kommunista Párt megalakulása után a párt szétesett és a csehországi német szociáldemokratákhoz közeledett. 1921-ben a királypuccs idején tiltakozott a magyar egyesületek működésének akadályozása, a nyilvános gyűlések megtartásának tiltása, a magyar munkásság üldözése miatt, s a Mária Terézia-szobrának lerombolását követően interpellációban tiltakozott a barbár eljárás ellen. 1925-ben a kassai választókerületben a szudétanémet Deutsche Socialdemokratische Arbeiterpartei listáján az első helyen szerepelt. Az 1925-ös választási vereség után kivonult a politikai életből. 1938 márciusában a csehszlovákiai Német Szociáldemokrata Munkáspárt vezetőségének póttagjává választották. Haláláig Késmárkon élt.

## Művei
A pozsonyi szociáldemokrata lap szerkesztője volt.